# Landesregierung Sima II
Die Landesregierung Sima II bildete die Kärntner Landesregierung in der 22. Gesetzgebungsperiode von der Wahl der Landesregierung am 20. März 1970 bis zur Rücktritt Simas am 12. April 1974 bzw. bis zur Wahl der nachfolgenden Landesregierung Leopold Wagner I am 19. April 1974.
Nach der Landtagswahl 1970 hatte die Freiheitliche Partei Österreichs (FPÖ) ihren Sitz in der Landesregierung an die Sozialdemokratische Partei Österreichs (SPÖ) verloren, die in der neuen Landesregierung fünf der sieben Mitglieder stellte. Neben dem Anspruch auf den Landeshauptmann entsandte die SPÖ zudem den Ersten Landeshauptmann-Stellvertreter und drei Landesräte. Die Österreichische Volkspartei (ÖVP) konnte ihre Regierungssitze, die nach dem Proporzsystem vergeben wurden, halten und stellte neben dem Zweiten Landeshauptmann-Stellvertreter auch einen Landesrat. Der Verlust des Regierungssitzes der FPÖ war dabei stark umstritten, da auf Grund einer Verfassungslücke sowohl SPÖ als auch FPÖ den Anspruch auf den Regierungssitz stellten. Die SPÖ konnte jedoch auf Grund ihrer absoluten Mandatsmehrheit den Regierungssitz durch Mehrheitsbeschluss der eigenen Partei zusprechen.
Personell kam es jedoch gegenüber der Vorgängerregierung Sima I zu mehreren Änderungen. Hans Kerstnig (SPÖ) war als Erster Landeshauptmann-Stellvertreter ausgeschieden. Sein Amt übernahm in der Landesregierung Sima II der bisherige Landesrat Erich Suchanek. Zudem rückten Rudolf Gallob (SPÖ) und Leopold Wagner (SPÖ) als Landesräte in die Regierung nach. Auch während der Amtszeit der Regierung kam es zu mehreren Änderungen. Walther Weißmann (ÖVP) schied am 15. Dezember 1972 als Zweitem Landeshauptmann-Stellvertreter aus, woraufhin der bisherige Landesrat Herbert Bacher seine Funktion übernahm und Stefan Knafl als Landesrat nachrückte. Zudem legte Erich Suchanek am 5. Oktober 1973 sein Amt als Erster Landeshauptmann-Stellvertreter zurück. In der Folge rückte der bisherige Landesrat Leopold Wagner zum Ersten Landeshauptmann-Stellvertreter auf und Erwin Frühbauer wurde neuer Landesrat.

## Wahl
Bei der Wahl des Landeshauptmanns am 20. März 1970, die in einer Mehrheitswahl erfolgte, wurde der bisherige Landeshauptmann Hans Sima (SPÖ) mit 20 von 36 abgegebenen Stimmen zum Landeshauptmann gewählt. Zudem waren bei der Wahl des Landeshauptmanns bei zwölf ungültigen Stimmen drei Stimmen auf den Abgeordneten Hellmut Geringer und eine Stimme auf den Abgeordneten Wilhelm Kaufmann (beide FPÖ) entfallen. Die Wahl der Landeshauptmann-Stellvertreter und Landesräte erfolgte hingegen nach dem Verhältniswahlrecht, wobei die Kandidaten auf Grund ausreichend unterzeichneter Wahlvorschläge ihrer Landtagsklub als gewählt galten.

## Regierungsmitglieder
| Amt                                                               | Name             | Partei | Referate |
| ----------------------------------------------------------------- | ---------------- | ------ | -------- |
| Landeshauptmann                                                   | Hans Sima        | SPÖ    |          |
| 1. Landeshauptmann-Stellvertreter bis 5. Oktober 1973 Landesrat   | Leopold Wagner   | SPÖ    |          |
| 2. Landeshauptmann-Stellvertreter bis 15. Dezember 1972 Landesrat | Herbert Bacher   | ÖVP    |          |
| Landesrat ab 5. Oktober 1973                                      | Erwin Frühbauer  | SPÖ    |          |
| Landesrat                                                         | Rudolf Gallob    | SPÖ    |          |
| Landesrat                                                         | Hans Schober     | SPÖ    |          |
| Landesrat ab 5. Dezember 1972                                     | Stefan Knafl     | ÖVP    |          |
| Vorzeitig ausgeschiedene Mitglieder der Landesregierung           |                  |        |          |
| 1. Landeshauptmann-Stellvertreter bis 5. Oktober 1973             | Erich Suchanek   | SPÖ    |          |
| 2. Landeshauptmann-Stellvertreter bis 15. Dezember 1972           | Walther Weißmann | ÖVP    |          |